# Rocquefort-sur-Héricourt
Rocquefort-sur-Héricourt est une ancienne commune de la Seine-Maritime qui a existé de 1973 à 1976. Elle a été créée en 1973 par la fusion des communes d'Héricourt-en-Caux et de Rocquefort. En 1976 elle a été supprimée et les deux communes constituantes ont été rétablies.